# 松田清 (文化環境学者)
松田 清（まつだ きよし 1947年 - ）は、日本の文化環境学者。京都大学名誉教授、神田外語大学日本研究所客員教授。主な研究分野は日本洋学史、日欧知識交流史、書誌学、江戸のモノづくり。洋学・洋書書誌学の研究で有名。洋学の書誌的研究での研究業績に対して、第18回新村出賞受賞、第9回 高知出版学術賞受賞。
2007年3月 京都大学 人間・環境学博士「洋学の書誌的研究」。
2010年9月4日には、京都府立植物園で開かれた小野蘭山没後二百年記念国際セミナーの講師を務めた。
2011年に設立された分野横断的な新しい学会、近世京都学会の初代代表幹事を務めている。

## 略歴
1966年東海高等学校卒。1970年名古屋大学文学部文学科卒業。1974年名古屋大学大学院文学研究科修士課程中途退学。
1974年京都大学人文科学研究所西洋部助手、京都大学総合人間学部助教授、京都大学総合人間学部教授を経て2003年から2012年3月31日まで同職。2012年4月1日より京都外国語大学教授。2016年4月１日より神田外語大学日本研究所客員教授。京都大学名誉教授。